# Арт-Альтернатива
Арт-Альтернатива — щорічний фестиваль-лабораторія альтернативних театрів, який проводиться в Донецьку.
Альтернативний - це будь-який інший театр, який відрізняється від офіційного, академічного мистецтва реалізму, якому властивий матеріалістичний підхід до теату. Це театр художнього пошуку, експериментів в області театральної мови, новий підхід до глядача як до учасника спектаклю.
З 2005 року до дня театру у кінці березня на «Арт-Альтернативу» в Донецьк приїжджають ті, хто досліджує театр у різних напрямках.

## Історія
З 2005 року у фестивалі взяли участь: Львівський академічний театр ім. Л. Курбаса, театр-студія «Арабески» з Харкова, Донецький камерний театр «Жуки», творча лабораторія СТД (м. Дніпропетровськ), театр-студія «Десятий квартал» з Дніпродзержинська, Сєвєродонецький міський театр драми, Донецький обласний ордена «Знак пошани» російського драматичного театру, театр «P.S.» з Харкова, Донецький російський театр юного глядача, театр «Кодрант», театр ім. Ванди Адольфовни (м. Харків), авторський театр «Експериментальний театр "Кошеня"» з Харкова, Національний центр театрального мистецтва ім. Леся Курбаса (м. Київ), Асоціація Актуального Танцю TanzLaboratorium з Києва, Харківський «Театр 19», «Art&Гарт», Генерація активних акторських технологій" з Луганська, Творча майстерня «Lelio».
В 2009 фестиваль «Арт-Альтернатива» став міжнародним — на тему «Маска» з комедією дель-арте виступав Фабріціо Паладін (Fabrizio Paladin) з Італії, Пластичний експериментальний театр «EYE» з Мінська, Київський академічний театр «Колесо», Харківський театр-студія «Арабески», Сєвєродонецький міський театр драми, Театральна студія «Оксюморон» (Київ) і організатори фестивалю камерний театр «Жуки» з Донецька.
Разом із театральними групами в фестивалі брали участь музиканти та художники, влаштовуючи виставки й перформанси. Також проходили відкриті майстер-класи від учасників фестивалю.
Практично кожен рік «Арт-Альтернатива» проходить на новій площадці. Фестиваль вже проходив: в Донецькому районному Палаці культури «Заперевальний» (2005 і 2006 рр.), в Донецькому російському театрі юного глядача в м. Макіївці (2007 р.), в ночному клубі «Chicago» (2008 р.), в Донецькому академічному театрі ляльок, МСЦ Бригантина і кофейня «У Бекира» (2009 р.).

### Арт-альтернатива 2009
- Донецьк побачив альтернативний театр від Італії до Білорусі[недоступне посилання з лютого 2019]
- В Донецьку відбулася «Арт-Альтернатива»[недоступне посилання з лютого 2019]
- В Донецьку відкрився міжнародний фестиваль альтернативних театрів[недоступне посилання з лютого 2019]
- Маски-шоу

### Арт-альтернатива 2010
- Фестиваль «Арт-Альтернатива — 2010» як відображення сучасного театру
- Гості з Петербурга показали Донецьку справжню жорстокість